# Fanovana
Fanovana, früher Famovana, ist eine kleine Ortschaft in der Region Analanjirofo in der ehemaligen Provinz Toamasina (französisch Tamatave) auf Madagaskar. Sie war, bis die Brücke bei Ambavaniasy fertiggestellt wurde, vorübergehend der Endbahnhof einer an der Ostküste Madagaskars beginnenden Bahnstrecke.

## Lage
Der Weiler liegt 5 km nordöstlich von Ambavaniasy und einige Kilometer östlich von Andasibe (früher Perinet) am Fluss Vohitra und an der Bahnstrecke von Ampasimanolotra (früher Brickaville) nach Antananarivo (früher Tananarive).

## Name
In den 1920er und 1930er Jahren wurde der Ort als Fanova – Buffet auf Landkarten und Postkarten verzeichnet, da sich die bergauf- und bergabfahrenden Züge hier kreuzten und den Reisenden ein Mittagessen an einem an ein Bankett erinnerten Buffet angeboten wurde.

## Verkehr
Zwischen 1900 und 1905 wurde während des Eisenbahnbaus eine 5 km lange Straße von Ambavaniasy nach Famovana angelegt.
Im November 1904 wurde die 102 km lange Bahnstrecke von Brickaville nominell bis Famovana eröffnet, im April 1905 wurde sie jedoch infolge von Überschwemmungen usw. vorläufig wieder außer Betrieb genommen. Die Eröffnung des Streckenabschnitts bis Antananarivo erfolgte am  1. Oktober 1909.